# Сінь-Сур'ял
Сінь-Сур'я́л (рос. Синь-Сурьял, чув. Ҫӗнӗ Сӑръел) — присілок у складі Вурнарського району Чувашії, Росія. Входить до складу Ойкас-Кібецького сільського поселення.
Населення — 113 осіб (2010; 137 у 2002).
Національний склад:
- чуваші — 99 %